# Phylloxiphia punctum
Phylloxiphia punctum är en fjärilsart som beskrevs av Rothschild 1907. Phylloxiphia punctum ingår i släktet Phylloxiphia och familjen svärmare. Inga underarter finns listade i Catalogue of Life.